# Jérôme Jeannet
Jérôme Jeannet (Forte da França, 26 de janeiro de 1977) é um ex-esgrimista francês, vencedor de múltiplas medalhas olímpicas, mundiais e continentais. Por sua contribuição esportiva, foi condecorado Cavaleiro da Ordem Nacional da Legião de Honra e Oficial da Ordem Nacional do Mérito.

## Biografia
Jérôme Jeannet nasceu em Forte da França, capital Martinica, no dia 26 de janeiro de 1977. Em 1983, aos seis anos de idade, começou a praticar esgrima no INSEP de Paris. Foi um dos integrantes da equipe francesa de espada multicampeã na década de 2000. Por sua contribuição esportiva, foi condecorado Cavaleiro da Ordem Nacional da Legião de Honra e Oficial da Ordem Nacional do Mérito. Em 2010, anunciou a aposentadoria da esgrima.

## Palmarès
Jogos Olímpicos
| Ano  | Local  | Evento             | Posição | Ref.   |
| ---- | ------ | ------------------ | ------- | ------ |
| 2004 | Atenas | Espada por equipes | 1.ª     | [ 10 ] |
| 2008 | Pequim | Espada por equipes | 1.ª     | [ 10 ] |

Campeonatos Mundiais
| Ano  | Local           | Evento             | Posição | Ref.   |
| ---- | --------------- | ------------------ | ------- | ------ |
| 2005 | Lípsia          | Espada por equipes | 1.ª     | [ 10 ] |
| 2007 | São Petersburgo | Espada por equipes | 1.ª     | [ 10 ] |
| 2009 | Antália         | Espada por equipes | 1.ª     | [ 10 ] |
| 2010 | Paris           | Espada por equipes | 1.ª     | [ 10 ] |
| 2001 | Nimes           | Espada por equipes | 3.ª     | [ 1 ]  |
| 2007 | São Petersburgo | Espada individual  | 3.ª     | [ 11 ] |
| 2009 | Antália         | Espada individual  | 3.ª     | [ 1 ]  |

Campeonatos Europeus
| Ano  | Local  | Evento             | Posição | Ref.  |
| ---- | ------ | ------------------ | ------- | ----- |
| 2002 | Moscou | Espada por equipes | 1.ª     | [ 1 ] |
| 2007 | Gante  | Espada individual  | 1.ª     | [ 1 ] |
| 2008 | Quieve | Espada por equipes | 1.ª     | [ 1 ] |
| 2007 | Gante  | Espada por equipes | 3.ª     | [ 1 ] |

## Condecorações
- Cavaleiro da Ordem Nacional da Legião de Honra (24 de setembro de 2004)[7]
- Oficial da Ordem Nacional do Mérito (14 de novembro de 2008)[8]